# Наумов, Илья Егорович
Илья Егорович Наумов (1902—1974) — советский военный. Участник Великой Отечественной войны. Герой Советского Союза (1944). Гвардии старший лейтенант.

## Биография
Илья Егорович Наумов родился 20 июля 1902 года в селе Родионовка Николаевского уезда Самарской губернии Российской империи (ныне Краснопартизанского района Саратовской области Российской Федерации) в крестьянской семье. Русский. Окончил шесть классов сельской школы. Когда в районе соседнего села Савельевка началась разработка горючих сланцев, Илья Егорович устроился работать на шахту. Был первым проходчиком, затем десятником. В 1941 году перед самой войной поступил военно-пехотное училище.
Кадровый офицер Красной Армии лейтенант И. Е. Наумов в боях Великой Отечественной войны с 10 октября 1942 года. Воевал на Западном фронте. Участвовал в боях по ликвидации Демянского плацдарма противника. Во второй Ржевско-Вяземской операции 29 марта 1943 года Иван Егорович был тяжело ранен. После госпиталя окончил курсы усовершенствования командного состава (КУКС) и получил назначение в 10-ю гвардейскую воздушно-десантную дивизию 37-й армии 3-го Украинского фронта.
15 февраля 1944 года старшего лейтенанта И. Е. Наумова назначили командиром сапёрного взвода 24-го гвардейского воздушно-десантного стрелкового полка. В его составе Илья Егорович участвовал в Никопольско-Криворожской наступательной операции, Березнеговато-Снигирёвской и Одесской операциях. В период с 17 февраля по 12 апреля 1944 года гвардии старший лейтенант И. Е. Наумов в составе своего подразделения прошёл с боями около 300 километров. Принимал участие в освобождении городов Кривой Рог, Вознесенск, Раздельная, форсировал реки Ингулец, Ингул, Южный Буг. В ходе освобождения Правобережной Украины его взвод вёл инженерную разведку и осуществлял инженерное сопровождение своего полка. В трудные минуты боя гвардии старший лейтенант И. Е. Наумов со своими бойцами участвовал в отражении вражеских контратак. С выходом подразделений полка к Южному Бугу взвод Наумова обеспечивал их переправу на правый берег реки. Когда на захваченном плацдарме сложилась тяжёлая ситуация из-за нехватки боеприпасов, Иван Егорович организовал их доставку. Под непрекращающимся обстрелом врага он со своими бойцами весь день переправлял на другой берег ящики с патронами и снарядами. За отличие при форсировании Южного Буга в районе населённого пункта Бугские Хутора Илья Егорович был награждён орденом Красной Звезды.
Развивая наступление, 10-я гвардейская воздушно-десантная дивизия 11 апреля 1944 года вышла к Днестру в районе села Карагаш. Здесь Илья Егорович сумел организовать переправу подразделений дивизии при полном отсутствии штатных переправочный средств. 12 апреля 1944 года он в числе первых форсировал Днестр и обеспечил инженерным заграждением оборону занятого рубежа. Утром того же дня немцы бросили на ликвидацию плацдарма несколько танков и до батальона автоматчиков. Три немецких танка подорвались на минах, установленных сапёрами Наумова. Остальные вынуждены были отступить. В этом бою Илья Егорович лично уничтожил 15 вражеских солдат. Ночью с 12 на 13 апреля 24-й гвардейский воздушно-десантный полк был переброшен южнее, к Днестровскому лиману. Илья Егорович вместе с разведчиками разведал брод через лиман, благодаря чему полк без потерь форсировал реку и занял плацдарм на правом берегу Днестра. За отличие при форсировании реки Днестр гвардии старшему лейтенанту Илье Егоровичу Наумову указом Президиума Верховного Совета СССР от 13 сентября 1944 года было присвоено звание Героя Советского Союза.
До 18 апреля 1944 года подразделения 10-й гвардейской воздушно-десантной дивизии вели бои за удержание и расширение плацдармов в районе Коцанка-Киркаешть. Затем дивизия была выведена в Ближние Хутора у Тирасполя для подготовки к новой десантной операции. 27 апреля 1944 года дивизия форсировала Днестр севернее города Бендеры у села Варница. В ожесточённых боях за плацдарм 29 апреля 1944 года Илья Егорович был тяжело ранен. Из госпиталя на фронт он уже не вернулся.
В конце 1944 года гвардии старший лейтенант И. Е. Наумов был уволен в запас по инвалидности и вернулся в родные места. С 1945 по 1947 год он работал председателем Пугачевского горсовета. Затем переехал в Саратов. Окончил партийную школу. С 1954 года занимал пост заведующего Волжским райфинотделом. Перед выходом на пенсию служил начальником областного управления Госстраха.
Умер Илья Егорович 21 июня 1974 года. Похоронен на Воскресенском кладбище в Саратове.

## Награды
- Медаль «Золотая Звезда» (13.09.1944);
- орден Ленина (13.09.1944);
- орден Красной Звезды (15.05.1944);
- медали.

## Память
- Бюст Героя Советского Союза И. Е. Наумова установлен на аллее Героев в городе Пугачёв Саратовской области.
- Мемориальная доска установлена в Саратове по адресу: улица Московская, 88.

Наумов И.Е. мемориальная доска

## Документы
- Общедоступный электронный банк документов «Подвиг Народа в Великой Отечественной войне 1941—1945 гг.» Дата обращения: 1 июня 2013. Архивировано из оригинала 13 марта 2012 года.

Герой Советского Союза. Дата обращения: 1 июня 2013. Архивировано 1 июня 2013 года.
Указ Президиума Верховного Совета СССР. Дата обращения: 1 июня 2013. Архивировано 1 июня 2013 года.
18971371 Докладная на имя Верховного Главнокомандующего. Дата обращения: 1 июня 2013. Архивировано 1 июня 2013 года.
Орден Красной Звезды. Дата обращения: 1 июня 2013. Архивировано 1 июня 2013 года.